# Symphyllophyton
Symphyllophyton es un género con dos especies de plantas con flores perteneciente a la familia Gentianaceae.

## Taxonomía
El género fue descrito por  Ernest Friedrich Gilg y publicado en Die Natürlichen Pflanzenfamilien 1: 283. 1897.

## Especies
- Symphyllophyton campos-portoi
- Symphyllophyton caprifolioides'